# Woki mit deim Popo
Woki mit deim Popo är den tredje singeln från den österrikiska musikgruppen Trackshittazs tredje album Traktorgängstapartyrap. Singeln släpptes den 5 december 2011. Låten är skriven av båda gruppmedlemmarna Lukas Plöchl och Manuel Hoffelner och är producerad av Sam Vahdat. Låten framförs på bayerska men det finns även en tysk version med titeln "Wackl mit dem Popo". På albumet Traktorgängstapartyrap finns endast den tyska versionen. Den bayerska versionen är den som släppts som singel och finns även på Trackshittaz fjärde album Zruck zu de Ruabm. Singeln debuterade på plats 38 på den österrikiska singellistan den 24 februari 2012. Den tredje veckan nådde den sin högsta placering då den låg tvåa. Låten har sedan dess långsamt flyttat sig ned på singellistan och har som lägst legat på plats 60. Den 1 maj släpptes singeln på nytt för digital nedladdning på Itunes inför Eurovision tillsammans med den tyska versionen "Wackl mit dem Popo".

## Eurovision
Låten representerade Österrike vid Eurovision Song Contest 2012 i Baku i Azerbajdzjan. Den 24 februari 2012 vann låten Österrikes nationella uttagningsfinal Österreich rockt den Song Contest mot 9 andra bidrag. Låten framfördes i den första semifinalen den 22 maj. Där hade bidraget startnummer 16. Det tog sig dock inte vidare till finalen.
Trackshittaz hade tidigare försökt representera Österrike vid Eurovision Song Contest 2011 med deras debutsingel "Oida Taunz!" men kommit på andra plats i den nationella uttagningen efter Nadine Beilers bidrag "The Secret Is Love".

## Versioner
1. "Woki mit deim Popo" – 2:57[2][1]
2. "Woki mit deim Popo" (karaokeversion) – 2:57[11]
3. "Wackl mit dem Popo" – 2:57[1]

## Listplaceringar
| Lista (2012) | Topplacering |
| ------------ | ------------ |
| Österrike    | 2            |